# Старий Люботинь
Старий Люботинь (пол. Stary Lubotyń) — село в Польщі, у гміні Старий Люботинь Островського повіту Мазовецького воєводства.
Населення — 416 осіб (2011).
У 1975-1998 роках село належало до Остроленцького воєводства.

## Демографія
Демографічна структура станом на 31 березня 2011 року:
|          | Загалом | Допрацездатний вік | Працездатний вік | Постпрацездатний вік |
| -------- | ------- | ------------------ | ---------------- | -------------------- |
| Чоловіки | 202     | 41                 | 142              | 19                   |
| Жінки    | 214     | 52                 | 122              | 40                   |
| Разом    | 416     | 93                 | 264              | 59                   |